# Collegio elettorale di Pont Beauvoisin
Il collegio elettorale di Pont Beauvoisin è stato un collegio elettorale uninominale del Regno di Sardegna nella provincia di Chambéry.
Fu istituito con il Regio editto del 17 marzo 1848, e comprendeva i mandamenti di Pont Beauvoisin, Les Echelles, Saint Genix
Nel 1859, con il Decreto n. 3778, del 20 novembre 1859 i collegi elettorali furono ridisegnati ma il collegio non subì variazioni significative.
Con la legge dell'11 giugno 1860 la Savoia passò alla Francia e il collegio cessò di far parte del Regno d'Italia.

## Dati elettorali
Nel collegio si svolsero votazioni per sette legislature. 

### I legislatura
Le votazioni si svolsero in 222 collegi uninominali a doppio turno. Come previsto dal decreto n. 680 del 17 marzo 1848, era eletto al primo turno il candidato che «riunisce in suo favore più del terzo dei voti del total numero dei membri componenti il collegio e più della metà dei suffragi dati dai votanti presenti all'adunanza» (art. 92). Se nessun candidato era eletto, al ballottaggio tra i due candidati con più voti era eletto chi otteneva il maggior numero di voti (art. 93) o, in caso di ugual numero di voti, il maggiore d'età (art. 94).
| Partito                            | Partito                            | Candidato                          | Risultati 27 aprile 1848 | Risultati 27 aprile 1848 |
| Partito                            | Partito                            | Candidato                          | Voti                     | %                        |
| ---------------------------------- | ---------------------------------- | ---------------------------------- | ------------------------ | ------------------------ |
|                                    | —                                  | Giuseppe Jacquemoud                | 382                      | 80,25                    |
|                                    | —                                  | Henri Angier                       | 94                       | 19,75                    |
|                                    |                                    |                                    |                          |                          |
| Iscritti                           | Iscritti                           | Iscritti                           | 578                      | 100,00                   |
| ↳ Votanti (% su iscritti)          | ↳ Votanti (% su iscritti)          | ↳ Votanti (% su iscritti)          | 490                      | 84,78                    |
| ↳ Voti validi (% su votanti)       | ↳ Voti validi (% su votanti)       | ↳ Voti validi (% su votanti)       | 476                      | 97,14                    |
| ↳ Schede non valide (% su votanti) | ↳ Schede non valide (% su votanti) | ↳ Schede non valide (% su votanti) | 14                       | 2,86                     |
| ↳ Astenuti (% su iscritti)         | ↳ Astenuti (% su iscritti)         | ↳ Astenuti (% su iscritti)         | 88                       | 15,22                    |

### II legislatura
Le votazioni si svolsero in 222 collegi uninominali a doppio turno con la stessa normativa precedente (al primo turno un numero di voti maggiore di un terzo degli iscritti).
| Partito                            | Partito                            | Candidato                          | Risultati 22 gennaio 1849 | Risultati 22 gennaio 1849 |
| Partito                            | Partito                            | Candidato                          | Voti                      | %                         |
| ---------------------------------- | ---------------------------------- | ---------------------------------- | ------------------------- | ------------------------- |
|                                    | —                                  | Giuseppe Jacquemoud                | 298                       | 84,42                     |
|                                    | —                                  | Eugène-Joseph Parent               | 55                        | 15,58                     |
|                                    |                                    |                                    |                           |                           |
| Iscritti                           | Iscritti                           | Iscritti                           | 547                       | 100,00                    |
| ↳ Votanti (% su iscritti)          | ↳ Votanti (% su iscritti)          | ↳ Votanti (% su iscritti)          | 410                       | 74,95                     |
| ↳ Voti validi (% su votanti)       | ↳ Voti validi (% su votanti)       | ↳ Voti validi (% su votanti)       | 353                       | 86,10                     |
| ↳ Schede non valide (% su votanti) | ↳ Schede non valide (% su votanti) | ↳ Schede non valide (% su votanti) | 57                        | 13,90                     |
| ↳ Astenuti (% su iscritti)         | ↳ Astenuti (% su iscritti)         | ↳ Astenuti (% su iscritti)         | 137                       | 25,05                     |

L’elezione fu annullata l’8 febbraio 1849 perché l'onorevole Jacquemoud non aveva ancora compiuto un triennio, come magistrato inamovibile, dalla promulgazione dello Statuto
| Partito                            | Partito                            | Candidato                          | Risultati 20 marzo 1849 | Risultati 20 marzo 1849 |
| Partito                            | Partito                            | Candidato                          | Voti                    | %                       |
| ---------------------------------- | ---------------------------------- | ---------------------------------- | ----------------------- | ----------------------- |
|                                    | —                                  | Ferdinand Palluel                  | 252                     | 68,29                   |
|                                    | —                                  | Gabriel Cholat                     | 117                     | 31,71                   |
|                                    |                                    |                                    |                         |                         |
| Iscritti                           | Iscritti                           | Iscritti                           | 547                     | 100,00                  |
| ↳ Votanti (% su iscritti)          | ↳ Votanti (% su iscritti)          | ↳ Votanti (% su iscritti)          | 375                     | 68,56                   |
| ↳ Voti validi (% su votanti)       | ↳ Voti validi (% su votanti)       | ↳ Voti validi (% su votanti)       | 369                     | 98,40                   |
| ↳ Schede non valide (% su votanti) | ↳ Schede non valide (% su votanti) | ↳ Schede non valide (% su votanti) | 6                       | 1,60                    |
| ↳ Astenuti (% su iscritti)         | ↳ Astenuti (% su iscritti)         | ↳ Astenuti (% su iscritti)         | 172                     | 31,44                   |

L'elezione non fu convalidata per lo scioglimento della Camera.

### III legislatura
Le votazioni si svolsero in 204 collegi uninominali a doppio turno con la normativa del 1848 (al primo turno un numero di voti maggiore di un terzo degli iscritti).
| Partito                            | Partito                            | Candidato                          | Risultati 15 luglio 1849 | Risultati 15 luglio 1849 |
| Partito                            | Partito                            | Candidato                          | Voti                     | %                        |
| ---------------------------------- | ---------------------------------- | ---------------------------------- | ------------------------ | ------------------------ |
|                                    | —                                  | Giuseppe Jacquemoud                | 450                      | 94,94                    |
|                                    | —                                  | Eugène-Joseph Parent               | 24                       | 5,06                     |
|                                    |                                    |                                    |                          |                          |
| Iscritti                           | Iscritti                           | Iscritti                           | 687                      | 100,00                   |
| ↳ Votanti (% su iscritti)          | ↳ Votanti (% su iscritti)          | ↳ Votanti (% su iscritti)          | 518                      | 75,40                    |
| ↳ Voti validi (% su votanti)       | ↳ Voti validi (% su votanti)       | ↳ Voti validi (% su votanti)       | 474                      | 91,51                    |
| ↳ Schede non valide (% su votanti) | ↳ Schede non valide (% su votanti) | ↳ Schede non valide (% su votanti) | 44                       | 8,49                     |
| ↳ Astenuti (% su iscritti)         | ↳ Astenuti (% su iscritti)         | ↳ Astenuti (% su iscritti)         | 169                      | 24,60                    |

### IV legislatura
Le votazioni si svolsero in 204 collegi uninominali a doppio turno con la normativa del 1848 (al primo turno un numero di voti maggiore di un terzo degli iscritti).
| Partito                            | Partito                            | Candidato                          | Risultati 9 dicembre 1849 | Risultati 9 dicembre 1849 |
| Partito                            | Partito                            | Candidato                          | Voti                      | %                         |
| ---------------------------------- | ---------------------------------- | ---------------------------------- | ------------------------- | ------------------------- |
|                                    | —                                  | Giuseppe Jacquemoud                | 389                       | 70,73                     |
|                                    | —                                  | N. Pognient                        | 161                       | 29,27                     |
|                                    |                                    |                                    |                           |                           |
| Iscritti                           | Iscritti                           | Iscritti                           | 655                       | 100,00                    |
| ↳ Votanti (% su iscritti)          | ↳ Votanti (% su iscritti)          | ↳ Votanti (% su iscritti)          | 585                       | 89,31                     |
| ↳ Voti validi (% su votanti)       | ↳ Voti validi (% su votanti)       | ↳ Voti validi (% su votanti)       | 550                       | 94,02                     |
| ↳ Schede non valide (% su votanti) | ↳ Schede non valide (% su votanti) | ↳ Schede non valide (% su votanti) | 35                        | 5,98                      |
| ↳ Astenuti (% su iscritti)         | ↳ Astenuti (% su iscritti)         | ↳ Astenuti (% su iscritti)         | 70                        | 10,69                     |

Il 2 novembre 1850 l'onorevole Jacquemoud fu nominato senatore e decadde dalla carica. Il collegio fu riconvocato.
| Partito                            | Partito                            | Candidato                          | Risultati 24 novembre 1850 | Risultati 24 novembre 1850 |
| Partito                            | Partito                            | Candidato                          | Voti                       | %                          |
| ---------------------------------- | ---------------------------------- | ---------------------------------- | -------------------------- | -------------------------- |
|                                    | —                                  | Eugène-Joseph Parent               | 292                        | 60,71                      |
|                                    | —                                  | N. De Salmour                      | 189                        | 39,29                      |
|                                    |                                    |                                    |                            |                            |
| Iscritti                           | Iscritti                           | Iscritti                           | 704                        | 100,00                     |
| ↳ Votanti (% su iscritti)          | ↳ Votanti (% su iscritti)          | ↳ Votanti (% su iscritti)          | 490                        | 69,60                      |
| ↳ Voti validi (% su votanti)       | ↳ Voti validi (% su votanti)       | ↳ Voti validi (% su votanti)       | 481                        | 98,16                      |
| ↳ Schede non valide (% su votanti) | ↳ Schede non valide (% su votanti) | ↳ Schede non valide (% su votanti) | 9                          | 1,84                       |
| ↳ Astenuti (% su iscritti)         | ↳ Astenuti (% su iscritti)         | ↳ Astenuti (% su iscritti)         | 214                        | 30,40                      |

L'onorevole Parent si dimise il 24 marzo 1853. Il collegio fu riconvocato.
| Partito                            | Partito                            | Candidato                          | Risultati 24 novembre 1853 | Risultati 24 novembre 1853 |
| Partito                            | Partito                            | Candidato                          | Voti                       | %                          |
| ---------------------------------- | ---------------------------------- | ---------------------------------- | -------------------------- | -------------------------- |
|                                    | —                                  | Joseph Guillot                     | 327                        | 98,49                      |
|                                    | —                                  | N. De Battel                       | 5                          | 1,51                       |
|                                    |                                    |                                    |                            |                            |
| Iscritti                           | Iscritti                           | Iscritti                           | 686                        | 100,00                     |
| ↳ Votanti (% su iscritti)          | ↳ Votanti (% su iscritti)          | ↳ Votanti (% su iscritti)          | 339                        | 49,42                      |
| ↳ Voti validi (% su votanti)       | ↳ Voti validi (% su votanti)       | ↳ Voti validi (% su votanti)       | 332                        | 97,94                      |
| ↳ Schede non valide (% su votanti) | ↳ Schede non valide (% su votanti) | ↳ Schede non valide (% su votanti) | 7                          | 2,06                       |
| ↳ Astenuti (% su iscritti)         | ↳ Astenuti (% su iscritti)         | ↳ Astenuti (% su iscritti)         | 347                        | 50,58                      |

### V legislatura
Le votazioni si svolsero in 204 collegi uninominali a doppio turno con la normativa del 1848 (al primo turno un numero di voti maggiore di un terzo degli iscritti).
| Partito                            | Partito                            | Candidato                          | Risultati 9 dicembre 1853 | Risultati 9 dicembre 1853 |
| Partito                            | Partito                            | Candidato                          | Voti                      | %                         |
| ---------------------------------- | ---------------------------------- | ---------------------------------- | ------------------------- | ------------------------- |
|                                    | —                                  | Timoléon Chapperon                 | 318                       | 68,53                     |
|                                    | —                                  | Joseph Guillot                     | 146                       | 31,47                     |
|                                    |                                    |                                    |                           |                           |
| Iscritti                           | Iscritti                           | Iscritti                           | 722                       | 100,00                    |
| ↳ Votanti (% su iscritti)          | ↳ Votanti (% su iscritti)          | ↳ Votanti (% su iscritti)          | 486                       | 67,31                     |
| ↳ Voti validi (% su votanti)       | ↳ Voti validi (% su votanti)       | ↳ Voti validi (% su votanti)       | 464                       | 95,47                     |
| ↳ Schede non valide (% su votanti) | ↳ Schede non valide (% su votanti) | ↳ Schede non valide (% su votanti) | 22                        | 4,53                      |
| ↳ Astenuti (% su iscritti)         | ↳ Astenuti (% su iscritti)         | ↳ Astenuti (% su iscritti)         | 236                       | 32,69                     |

### VI legislatura
Le votazioni si svolsero in 204 collegi uninominali a doppio turno dopo la modifica dei collegi della Sardegna nel 1856; venne applicata la normativa del 1848 (al primo turno un numero di voti maggiore di un terzo degli iscritti).
| Partito                            | Partito                            | Candidato                          | Risultati 15 novembre 1857 | Risultati 15 novembre 1857 |
| Partito                            | Partito                            | Candidato                          | Voti                       | %                          |
| ---------------------------------- | ---------------------------------- | ---------------------------------- | -------------------------- | -------------------------- |
|                                    | —                                  | Timoléon Chapperon                 | 389                        | 67,65                      |
|                                    | —                                  | Joseph Guillot                     | 186                        | 32,35                      |
|                                    |                                    |                                    |                            |                            |
| Iscritti                           | Iscritti                           | Iscritti                           | 766                        | 100,00                     |
| ↳ Votanti (% su iscritti)          | ↳ Votanti (% su iscritti)          | ↳ Votanti (% su iscritti)          | 578                        | 75,46                      |
| ↳ Voti validi (% su votanti)       | ↳ Voti validi (% su votanti)       | ↳ Voti validi (% su votanti)       | 575                        | 99,48                      |
| ↳ Schede non valide (% su votanti) | ↳ Schede non valide (% su votanti) | ↳ Schede non valide (% su votanti) | 3                          | 0,52                       |
| ↳ Astenuti (% su iscritti)         | ↳ Astenuti (% su iscritti)         | ↳ Astenuti (% su iscritti)         | 188                        | 24,54                      |

### VII legislatura
Le votazioni si svolsero in 387 collegi uninominali a doppio turno. Come previsto dalla legge elettorale del 20 novembre 1859, era eletto al primo turno il candidato che «riunisce in suo favore più del terzo dei voti del total numero dei membri componenti il collegio e più della metà dei suffragi dati dai votanti presenti all'adunanza» (art. 91). Se nessun candidato era eletto, al ballottaggio tra i due candidati con più voti era eletto chi otteneva il maggior numero di voti (art. 92) o, in caso di ugual numero di voti, il maggiore d'età (art. 93).
| Partito                            | Partito                            | Candidato                          | Risultati 25 marzo 1860 | Risultati 25 marzo 1860 |
| Partito                            | Partito                            | Candidato                          | Voti                    | %                       |
| ---------------------------------- | ---------------------------------- | ---------------------------------- | ----------------------- | ----------------------- |
|                                    | —                                  | Napoleone III                      | 267                     | 72,95                   |
|                                    | —                                  | Auguste Picolet d'Hermiflon        | 95                      | 25,96                   |
|                                    | —                                  | Timoléon Chapperon                 | 4                       | 1,09                    |
|                                    |                                    |                                    |                         |                         |
| Iscritti                           | Iscritti                           | Iscritti                           | 750                     | 100,00                  |
| ↳ Votanti (% su iscritti)          | ↳ Votanti (% su iscritti)          | ↳ Votanti (% su iscritti)          | 373                     | 49,73                   |
| ↳ Voti validi (% su votanti)       | ↳ Voti validi (% su votanti)       | ↳ Voti validi (% su votanti)       | 366                     | 98,12                   |
| ↳ Schede non valide (% su votanti) | ↳ Schede non valide (% su votanti) | ↳ Schede non valide (% su votanti) | 7                       | 1,88                    |
| ↳ Astenuti (% su iscritti)         | ↳ Astenuti (% su iscritti)         | ↳ Astenuti (% su iscritti)         | 377                     | 50,27                   |

| Partito                            | Partito                            | Candidato                          | Risultati 29 marzo 1860 | Risultati 29 marzo 1860 |
| Partito                            | Partito                            | Candidato                          | Voti                    | %                       |
| ---------------------------------- | ---------------------------------- | ---------------------------------- | ----------------------- | ----------------------- |
|                                    | —                                  | Timoléon Chapperon                 | 267                     | 64,18                   |
|                                    | —                                  | Auguste Picolet d'Hermiflon        | 149                     | 35,82                   |
|                                    |                                    |                                    |                         |                         |
| Iscritti                           | Iscritti                           | Iscritti                           | 750                     | 100,00                  |
| ↳ Votanti (% su iscritti)          | ↳ Votanti (% su iscritti)          | ↳ Votanti (% su iscritti)          | 436                     | 58,13                   |
| ↳ Voti validi (% su votanti)       | ↳ Voti validi (% su votanti)       | ↳ Voti validi (% su votanti)       | 416                     | 95,41                   |
| ↳ Schede non valide (% su votanti) | ↳ Schede non valide (% su votanti) | ↳ Schede non valide (% su votanti) | 20                      | 4,59                    |
| ↳ Astenuti (% su iscritti)         | ↳ Astenuti (% su iscritti)         | ↳ Astenuti (% su iscritti)         | 314                     | 41,87                   |

L'elezione fu approvata dalla Camera il 9 aprile 1860
Il testo che segue, da Storia dei collegi elettorali 1848-1897, p. 518, spiega quanto avvenuto:
      L'ufficio definitivo della sezione trascrive nel verbale le seguenti osservazioni e decisioni:

      «Il risultato dello scrutinio ha fatto surgere naturalmente la questione di sapere come debbono essere interpretati i 214 voti sopra 218 votanti dati a S. M. Napoleone III.

      «Intorno a ciò l'ufficio non esita a dichiarare che gli elettori non hanno punto avuto intenzione di attribuire a questo Augusto e Magnanimo Sovrano la qualità di candidato alla deputazione, ma che i voti portanti il nome di S. M. l'imperatore non sono che l’effetto di una manifestazione generale e improvvisa verso l'Eletto dalla Francia, verso colui che avendo tanto diritto alla gratitudine dell’Italia, aveva ben anco il diritto incontestabile di chiedere la rettifica delle sue frontiere, diritto che S. M. Vittorio Emanuele II. ha riconosciuto.

      «Che l'espressione di questa splendida manifestazione, alla quale l'ufficio sì associa, non significa in alcun modo, da parte degli elettori.
sentimenti d'oblio e d’ingratitudine verso il loro legittimo Sovrano.

      «Che tale manifestazione non fa palese che un sentimento di nazionalità, cioè, di quel grande principio al quale l'Italia deve la sua rigenerazione.

      «Per questi motivi:

      «L'ufficio ha deliberato di far menzione dei voti espressi in favore di S. M. l'imperatore dei francesi, supplicandolo di gradirli come la testimonianza della più sincera devozione degli elettori, e come l'eco dei voti già espressi a S. M. dalla Deputazione Savojarda il 22 di questo mese (marzo 1860).

      «Delibera in conseguenza che copia del processo verbale sia comunicato a S. M. Napoleone III imperatore dei francesi.

      L'ufficio definitivo della Sezione di Echelles, ove i voti di 54 votanti si divisero per 53 sopra S. M. Napoleone III e per 1 sopra il barone Picolet, osserva che interpretando la legge elettorale con tutto rigore, l'angusto nome di Napoleone III sarebbe di tale natura da infirmare la votazione che ha avuto luogo.

      Ma l'intero ufficio ha considerato:

      «1° Che non v'ha regola o disposizione legislativa che, qualche volta e in certe straordinarie circostanze, non soffra eccezioni;

      «2° Che l'ufficio considerava l'attuale circostanza come atta a rendere applicabile questa eccezione. E difatti l'augusto personaggio che ottenne tanti voti non ha egli diritto di cittadinanza e in Piemonte e in Italia che egli ha rigenerato al prezioso prezzo del sangue francese e mediante tanti altri sacrifizi, dopo avere elevata col suo grande genio e la rara intelligenza la Francia, fiera di averlo per capo nel cammino di gloria e prosperità?

      «3° Che l'ufficio scorge in questo voto unanime di tutti gli elettori sciolti generosamente dal loro Re, che hanno sempre servito con fedeltà, l'espressione dei bisogni urgenti e dei desideri ancor più ardenti di entrare nella grande famiglia francese, con tutti gli altri savoiardi, dal quali non si vogliono separare, per godere i benefici d'un Governo che veglia a tutti gli interessi; la Francia (hanno detto gli elettori col loro voto), questa grande Potenza, che è la nostra madre patria, ci riceverà cordialmente; essa si ricorda che la Savoia le ha fornito, sotto il Primo Impero, un buon contingente fra coloro che l'hanno illustrata nelle scienze e nelle armi. Con lei sono comuni i costumi dei savoiardi, la lingua, i rapporti, gli interessi, il loro Re ha riconosciuto al pari di essi, che l'ingrandimento dello Stato verso l’Italia non poteva che esser loro nocivo; soprattutto essendo separati dalle Alpi, barriera naturale fra i due popoli; e per non ultimo atto di benevolenza Reale egli si è degnato di lasciarli liberi nella acelta dei Governo sotto il quale volevano rimanere (benefici di cui serbano profonda riconoscenza).

      «Per questi motivi l'ufficio, all'unanimità, ha dichiarato valide le operazioni elettorali seguite, pregando S. M, l'imperatore dei francesi Napoleone III, di accogliere favorevolmente i suffragi che gli sono stati dati.

      L'assemblea dei presidenti delle tre sezioni riunite, osservando:

      «Che i voti dati a S. M. Napoleone III non sono che l’effetto d'una imponente manifestazione, come risulta dai verbali delle sezioni di Pont-Beanvoisin ed Echelles;

      «Delibera all'unimità:

      «Di non tenerne conto, e proclama in conseguenza il ballottaggio fra il barone Picolet e l'avvocato Chapperon.